# ISSyS (Seros)
El Instituto de Seguridad Social y Seguros del Chubut (ISSyS) es la obra social de la provincia del Chubut. Fundada en 1958 a través de la Ley N.º 48 sancionada el 5 de noviembre. Denominado Caja de Previsión Social de la provincia del Chubut, cubría, exclusivamente, el área de jubilaciones y pensiones del personal de la Administración Pública Provincial, de las Entidades Autárquicas.

## Historia
Este instituto ampara al personal de la Administración Pública de la Provincia del Chubut y a los beneficiarios mismos del Instituto, previendo la posibilidad de incorporación al sistema mediante un convenio, al personal de las Municipalidades, Entidades, Organismos o Empresas de carácter Público, Privado o Mixto.
El 1 de marzo de 1995, mediante Resolución Interna N.º 352, y en el marco de la posibilidad de adhesiones previstas por la Ley 1.404 del Chubut, se crea el sistema de Afiliaciones Voluntarias, hoy conocido como Seros Vital.
La dirección y administración del ISSyS está ejercida por un presidente designado por el Gobernador de la Provincia a propuesta del ministerio del área. Este esta asistido por un Consejo Asesor integrado por los representantes de los distintos ministerios, Secretaría General de la Gobernación, Policía y de los otros poderes. Además de aconsejar fundadamente toda cuestión vinculada con el funcionamiento del Instituto, el cuerpo debía vigilar las recaudaciones e inversiones, fiscalizar el cumplimiento de los fines médico-asistenciales y ejercer las demás funciones de asesoramiento. La orientación técnica estaba a cargo del cuerpo profesional del Ministerio de Salud Pública y Asistencia Social.
Hoy en día es una de las obras sociales principales del territorio del Chubut, dando a cubertura a toda la región. En el que mismo funciona como sistema jubilatorio para el personal de la Administración Pública del Chubut.

### Sede en Comodoro Rivadavia
En 2009 la Sede del ISSyS en Comodoro Rivadavia fue nombrada como un lugar histórico, bajo la gestión del intendente Martín Buzzi. En 2021 fue demolido por el Gobierno de la Provincia, bajo la gestión de Mariano Arcioni, creando una controversia entre los ciudadanos y afiliados de la obra social.
El mismo menciona que sería una renovación "moderna y de vanguardia" del ISSyS, que permitirá centralizar la atención en la ciudad y ofrecerá a los afiliados de la zona sur, un nuevo formato de gestión integrada. El mismo que contara con un albergue con baños privados, haciéndose así en ser la primera obra social de la provincia con contar un albergue en un organismo provincial.

Tenemos un albergue con doce habitaciones con baños privados para todas las personas que vengan a atenderse desde el interior”, resaltó el gobernador. La obra licitada a comienzos de este año, cuenta con un avance significativo. “De los seis pisos previstos se está terminando la loza del quinto. Esto incluirá todo lo administrativo, un quirófano de día y consultorios. Esto es muy esperado por los afiliados de toda la región.